# Ein Fall für zwei: Lebenslänglich für einen Toten
Lebenslänglich für einen Toten ist der Titel der 54. Episode der Krimiserie Ein Fall für zwei mit Günter Strack und Claus Theo Gärtner in den Hauptrollen.

## Handlung
Im Rahmen eines Einkaufsbummels mit ihrer Freundin Jeanette Eggers in der Frankfurter Innenstadt behauptet Julia Winter, ihren fünf Jahre zuvor bei einem Brand in seiner Garage ums Leben gekommenen Ehemann Bernhard zufällig in einem Passanten wiederzuerkennen. Sie notiert sich das Kennzeichen des Wagens, mit dem der Mann vorgefahren war. Er reagiert allerdings nicht auf sie. Als sie ihn anspricht, behauptet er, sie nicht zu kennen und verschwindet eilig. Sie konsultiert den Rechtsanwalt Dr. Renz, der damals die Erbschaftsangelegenheiten geregelt hatte, mit ihrer Beobachtung. Der Privatdetektiv Josef Matula erfährt von einer Mitarbeiterin der Autovermietung, auf die der Wagen zugelassen ist, dass dieser zum Zeitpunkt des Zusammentreffens von einem gewissen George Miller gebucht war. Matula sucht diesen auf, der behauptet, seit mehreren Jahren in den USA zu leben. Unterdessen ruft jemand bei Julia Winter zu Hause an und behauptet gegenüber den beiden Töchtern, deren leiblicher Vater zu sein. Am folgenden Tag trifft er eine der Töchter zum Eisessen, verrät ihr jedoch nicht seine Adresse. 
Die Polizei bestätigt, dass der stark verbrannte Leichnam Bernhard Winters nur mit Mühe identifiziert werden konnte und dass sich die Ehefrau zum Zeitpunkt des Unfalls zusammen mit ihren Kindern auf Sardinien aufgehalten habe. Matula sucht das Geschäft von Julia Winters Lebensgefährten Daniel Klein auf. Dieser gibt zu, in der Vergangenheit Probleme mit der Polizei gehabt zu haben, da er des Mordes an Bernhard Winter beschuldigt worden war. Er habe das Ehepaar jedoch zum Zeitpunkt dessen Todes noch gar nicht gekannt. Von Julias Behauptung, dass ihr Mann noch lebe, weiß er zu diesem Zeitpunkt noch nichts.
Julia Winter gibt kurze Zeit später vor, einen Brief von ihrem Ehemann erhalten zu haben, in dem dieser ein Treffen in einem Hotel vorschlage. Renz und Matula begleiten sie dorthin. Als sie eintreffen, ist er jedoch nicht vor Ort. Angeblich ruft er an und sagt seiner Frau, dass er ihr nicht traue und deshalb abgereist sei. Matula sucht umgehend Daniel Klein vor dessen Geschäft auf, wo er knapp einen Mordanschlag auf diesen verhindert. Renz sucht Julia Winter auf und berichtet ihr von versuchten Attentat. Sie reagiert ungehalten, als sie erfährt, dass Matula vor Ort war und Beobachtungen gemacht hat. Matula folgt Daniel Klein am Abend, als dieser seinerseits nach dem Verlassen seines Geschäftes Julia zu einem Campingplatz außerhalb der Stadt verfolgt. Klein verteilt dort Brandbeschleuniger rings um einen Wohnwagen, den Julia kurz zuvor betreten hat. Matula rettet Julia und George Miller, der sich ebenfalls im Wohnwagen befindet, bevor die Flammen auf das Fahrzeug übergreifen.
Gegenüber der Polizei sagt Klein aus, Julia Winter habe eine Lebensversicherung auf seinen Namen abgeschlossen und anschließend geplant, ihn töten zu lassen, um die Versicherungssumme zu erhalten. Er habe sie fünf Jahre zuvor unterstützt, als sie denselben Plan bei ihrem Ehemann umgesetzt habe. George Miller, von dem sie behauptet habe, er sei ihr nach wie vor lebendiger Ehemann, sei in Wirklichkeit ihr neuer Liebhaber. 

## Hintergrund

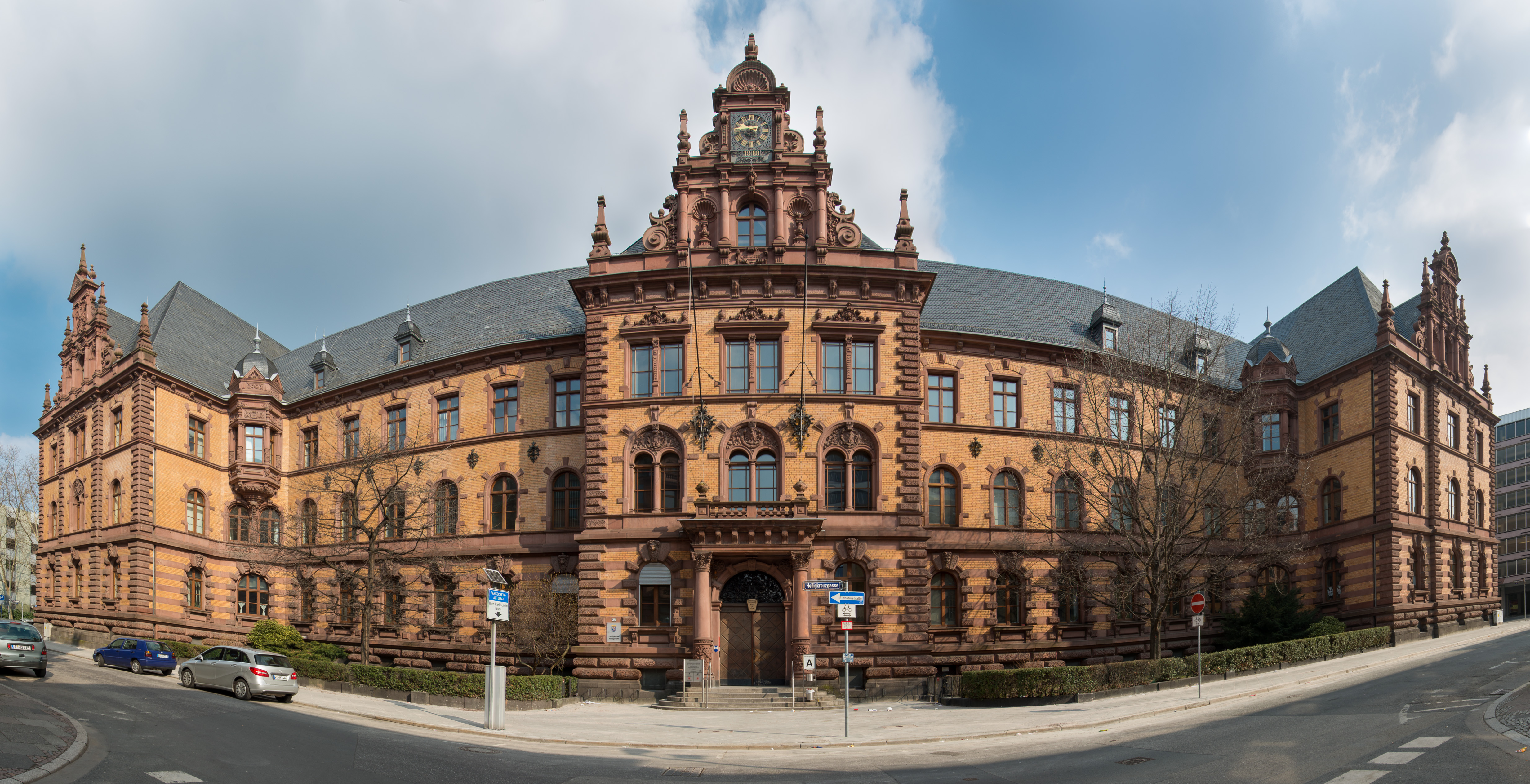
Amtsgericht Frankfurt am Main

Die Episode wurde überwiegend im Rhein-Main-Gebiet gedreht. Die Kulisse der Kanzlei von Dr. Renz befand sich im Hotel InterContinental Frankfurt. In einer Szene überquert Dr. Renz in seinem Wagen die Untermainbrücke in Richtung Frankfurt-Sachsenhausen. Eine Unterredung zwischen Matula und Daniel Klein wurde in der Heiligkreuzgasse vor dem Gerichtsgebäude A des Frankfurter Amtsgerichts inszeniert.